# Сциофите
Сциофите (σκιά – сенка, φυτό – биљка) или сциофилне биљке су оне којима је довољан само мањи део уобичајене количине светлости неопходне за фотосинтезу и стога могу да расту на сеновитим местима. Код сциофита компензациона тачка успоставља се при релативно ниској осветљености захваљујући повољном односу између дисања и фотосинтезе. На тај начин оне и у сенци продукују довољне количине органске материје за раст и развиће. На пример, дугоигличавој јели, да би достигла примарну фотосинтетичку продукцију, треба интензитет светлости од 600 lx, а тиси свега 300 lx. За сциофите светлосни ужитак (L) је увек само неки део пуне дневне светлости отвореног поља, што значи да су и Lmax и Lmin мањи од 1. Па је тако, на пример, светлосни ужитак млађе (Corydalis cava Schweigg. & Kort.) 25-50%, бреберине 20-40%, мртве коприве 12-47%, а живе траве (Geranium robertianum L.) 4-74%.
Сенољубиве врсте су у односу на водни режим мезофилне или хигрофилне – прилагођене влажним условима, па се често говори о сциомезофитима или сциохигрофитима. Ова биолошка особина им онемогућава живот на отвореном пољу где су ксеротермни услови. Хлорофилни апарат, са друге стране, није у потпуности прилагођен високој температури и интензивној сунчевој радијацији. Листови су сциоморфни што значи да су крупни, танки, без одговарајуће периферне заштите (голи су, без длачица, воштане превлаке, а кутикула је танка) са растреситим ткивима богатим хлорофилом. Многи примери сциофилних биљака могу се наћи у тропским кишним шумама, или међу папрати и маховинама. Једна од најизразитијих сциофита је маховина Schistostega pennata (Hedw.) F.Weber & D.Mohr која расте у пећинама у условима скоро потпуног одсуства светлости.
Сенољубиве врсте наших географских ширина су: зечја соца и недирак, које расту у условима у које продире само око један одсто сунчеве светлости, и велики број биљака које чине приземни спрат шума са густим склопом. Такав је бршљан, петров крст, млађа, бреберина, жива трава и друге. Од сциофитног дрвећа могу се навести: смрча, јела и буква које формирају тамне четинарске, лишћарске или мешовите шуме. Украсне перене типичне сциофите су хосте, ивица, кандилка, астилбе итд.